# Переименованные улицы Тобольска
Переименованные улицы и места Тобольска — список улиц и мест Тобольска, переименовывавшихся в советскую и другие эпохи. Для удобства поиска слева указаны современные названия улиц и мест, а справа — их прошлые названия.

## Список
| # А Б В Г Д Е Ё Ж З И К Л М Н О П Р С Т У Ф Х Ц Ч Ш Щ Э Ю Я |

### А
- Алябьева ул. ← Кузнецкая	ул.[1]
- Аптекарская ул. ← Аптекарский пер.[1]

### Б
- Большакова ул. ← Отрясиха ул.[2]
- Большая Сибирская ул. ← Острожная ул.[3]
- Буденного ул. ← Казачья ул. ← Малая Солдатская ул.[1]

### В
- Володарского ул. ← Мокрая ул.[1]

### Г
- Гагарина ул. ← Ротная ул.[2]
- Гоголя ул. ← Слесарная ул.[1]
- Горького ул. ← Малая Архангельская ул.[1]
- Грабовского ул. ← Ивановская	ул.[1]
- Гуртьева ул. ← Покровская ул.[2]

### Д
- Дальняя ул. ← Вторая Ротная ул.[2]
- Декабристов ул. ← Абрамовская	ул.[1]
- Дзержинского ул. ← Солдатская	ул. (на восток от Слесарки) ← Казарменная ул. (на запад от Слесарки) [1]

### Е
- Ершова ул. ← Почтовая ул.[2]

### 3
- Зелёная ул. ← Грязной пер.[1]
- Знаменского ул. ← Омский тракт [2]

### К
- Карла Маркса ул. ← Покровская	ул.[1]
- Кирова ул. ← Туляцкая	ул.[1]
- Кировский пер. ← Загибалов пер.[2]
- Кооперативная ул. ← Струнинская ул.[2]
- Красноармейская ул. ← Троицкая ул.[1]

### Л
- Ленина ← Большая Архангельская ул. ← Московский тракт [2]

### М
- Менделеева ул. ← Большая Болотная ул.[1]
- Мира ул. ← Сталина ул. ← Свободы ул. ← Большая Пятницкая ул.[2]
- Мусы Джалиля ул. ← Малая Пиляцкая ул.[2]

### О
- Октябрьская ул. ← Петропавловская ул.[2]
- Осипова ул. ← Войкова ул. ← Павлуцкая ул.[2]

### П
- Панфиловцев ул. ← Малая Береговая Пятницкая ул.[2]
- Пионерский пер. ← Ершов пер.[2]
- Пролетарская стрелка ул. ← Большая Береговая Пятницкая ул.[2]
- Пушкина ул. ← Большая Пиляцкая ул.[1]

### Р
- Революционная ул. ← Большая Спасская	ул.[1]
- Ремезова ул. ← Клары Цеткин ул. ← Большая Никольская ул. (XIX в.) ← Большая Ильинская ул. (XVIII в.) [1]
- Розы Люксембург ул. ← Богоявленская ул.[1]

### С
- Сакко и Ванцетти ул. ← Волоховская ул. (западнее Слесарки) и Тырковская ул. (восточнее Слесарки) [2]
- Свердлова ул. ← Лазаретная ул. (XIX в.) ← Аптекарская ул. (XVIII в.) ← Яровая ул. (XVII в.) [2]
- Семакова ул. ← Рождественская	ул.[1]
- Слесарка р. ← Тырковка р. (по широтному течению) и Архангельская р. (по долготному течению) [2]
- Слесарная ул. ← Солдатский пер.[2]

### У
- Урицкого ул. ← Андреевская ул.[1]

### Х
- Хохрякова ул. ←  Малая Пятницкая ул.	[1]

### Ч
- Чернышевского ул. ←  Малая Болотная ул.[2]